# Baía de Laholm
A baía de Laholm (em sueco: Laholmsbukten) é uma baía do sudeste do estreito do Categate, situada na costa das províncias suecas da Halland e da Escânia. Está localizada entre as cidades de Halmstad e Båstad, mais exatamente entre a pequena localidade de Tylösand e a península de Bjärehalvön.
Tem uma largura de 25 km, uma profundidade média de 20 m e uma salinidade de 2%.